# ميلوس يوربان
ميلوس يوربان (بالتشيكية: Miloš Urban)‏ هو مترجم وكاتب تشيكي، ولد في 4 أكتوبر 1967 في سوكولوف في التشيك.

## وصلات خارجية
- الموقع الرسمي
- ميلوس يوربان على موقع IMDb (الإنجليزية)